# Чубак чорний
Чубак чорний (Phainopepla nitens) — вид горобцеподібних птахів родини чубакових (Ptiliogonatidae).

## Поширення
Вид мешкає на південному заході США (Каліфорнія, Юта, спорадично Невада та Аризона) та на півночі Мексики.

## Опис
Тіло сягає 16-20 см завдовжки. На голові великий чуб, хвіст довгий. Забарвлення самців чорне, самиць — сіре.

## Спосіб життя
Мешкають у сухих гірських місцинах з високою температурою повітря. В раціон входять ягоди, дрібні комахи, фрукти, овочі. Phainopepla має спеціалізований механізм у своєму шлунку, що очищує шкурки з фруктів і відділяє окремо від решти частин фруктів в кишечнику для більш ефективного травлення. Поки це єдиний відомий птах, що в змозі це зробити.